# 湾碧傣族傈僳族乡
湾碧傣族傈僳族乡是中华人民共和国云南省楚雄彝族自治州大姚县下辖的一个民族乡。

## 行政区划
湾碧傣族傈僳族乡下辖以下村级行政区划单位：
湾碧村、高坪子村、文宜拉村、白坟坝村、腊务堵村、碧拉乍村、冷山村、茨拉村、倮拉村、新村、纳那村和巴拉村。